# GameMonkey Script
GameMonkey — вбудована мова сценаріїв, призначена для використання в іграх та інструментах. GameMonkey, однак, підходить для використання в будь-якому проекті, що вимагає простої підтримки сценаріїв. GameMonkey запозичує поняття у Lua, але використовує синтаксис, подібний до C, що робить його доступнішим для ігрових програмістів. GameMonkey також споконвічно підтримує багатопотоковість та концепцію станів.

## Основні особливості
- Мала база коду.
- Складіть вихідний код під час виконання або посилання на попередньо складені конверти.
- Легка, рідна різьба.
- М'яке додаткове збирання сміття в реальному часі. Слід пам'яті керованої пам'яті. Немає болісного підрахунку посилань.
- Легко зв'язувати функції C++ та сценарій виклику з C++.
- Підтримка налагодження та роздуми під час виконання.
- Синтаксис стилю C
- Конкурентоспроможність у порівнянні з іншими мовами сценаріїв як для використання процесора, так і для пам'яті. Швидкість — це розпродаж за гнучкість та простоту.
- Легко змінюється, як написано на C ++ і використовує Flex та Bison.

## Зовнішній вигляд коду
```
OnDoorTriggerEnter
 
=
 
function
(
door
,
 
objEntering
)

{

  
if
 
(
objEntering
 
==
 
player
 
&&
 
!
door
.
IsOpen
())

  
{

    
door
.
Open
();

    
return
 
true
;

  
}

  
return
 
false
;

};

```

## Платформи
Написаний повністю на C++, він повинен працювати на будь-якій платформі, щонайменше незначної модифікації чи конфігурації. Він успішно складений і працює на: ПК з Windows, Apple Mac, Microsoft XBox, Sony PlayStation 2, Sony PSP та Nintendo GameCube.